# Герб Конштансії
Ге́рб Коншта́нсії — офіційний символ містечка Конштансія, Португалія. Використовується як територіальний герб. У синьому щиті золото оливкове дерево з плодами, обабіч якого два золоті гранати із червоними зернами. Внизу шита три срібні смуги, що утворюють розлогий синій вилкоподібний хрест, всередині якого три срібні риби. Щит увінчує срібна мурована містечкова корона з чотирма вежами.  Під щитом біла стрічка, на якій великими літерами напис португальською: «notável vila de Constância» (видатне містечко Конштансія).  Офіційно затверджений 11 квітня 1939 року.  

## Галерея

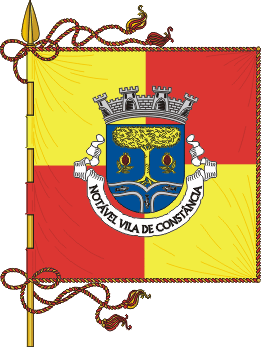
Прапор